# Liste der Geotope im Landkreis Lindau (Bodensee)
Diese Liste enthält die Geotope des Schwäbischen Landkreises Lindau (Bodensee) in Bayern.
Die Liste enthält die amtlichen Bezeichnungen für Namen und Nummern des Bayerischen Landesamt für Umwelt (LfU) sowie deren geographische Lage. Diese Liste ist möglicherweise unvollständig. Im Geotopkataster Bayern sind etwa 3.400 Geotope (Stand März 2020) erfasst. Das LfU sieht einige Geotope nicht für die Veröffentlichung im Internet geeignet. Einige Objekte sind zum Beispiel nicht gefahrlos zugänglich oder dürfen aus anderen Gründen nur eingeschränkt betreten werden.
| Name                                                        | Bild           | Geotop ID | Gemeinde / Lage                | Geologische Raumeinheit | Beschreibung | Fläche m² / Ausdehnung m | Geologie | Aufschlussart                  | Wert               | Schutzstatus                  | Bemerkung                       |
| ----------------------------------------------------------- | -------------- | --------- | ------------------------------ | ----------------------- | --- | ------------------------ | --- | ------------------------------ | ------------------ | ----------------------------- | ------------------------------- |
| Prallhang Hohe Wand WNW von Gestratz                        |                | 776A001   | Röthenbach Position            | Rhein-Jungmoränenregion | Am hohen Prallhang der Oberen Argen sind sandige Mergelsteine und Sandsteine der Oberen Süßwassermolasse freigelegt. Sie werden von verfestigten rißzeitlichen Schottern überlagert, auf denen unverfestigte würmzeitliche Vorstoßschotter liegen. Aus der Mergelschicht knapp über dem Wasserspiegel der Argen wurden Schnecken und Wirbeltierreste geborgen. Es handelt sich dabei um landbewohnende Arten, so dass geschlossen werden kann, dass die Mergel als Schlämme während Überflutungen (Hochwasser) abgelagert wurden. | 450 45 × 10              | Typ: Tierische Fossilien, Schichtfolge Art: Mergelstein, Sandstein, Schotter                                      | Hanganriss/Felswand            | wertvoll           | FFH-Gebiet                    |                                 |
| Aufschlüsse im Ellhofer Tobel NE von Simmerberg             | weitere Bilder | 776A002   | Weiler-Simmerberg Position     | Rhein-Jungmoränenregion | Im Tobel ist ein klassisches Profil der Oberen Meeresmolasse mit vielfältigen Fossilfundstellen aufgeschlossen. | 30000 1000 × 30          | Typ: Standard-/Referenzprofil, Tierische Fossilien, Schlucht Art: Sandstein, Konglomerat                          | Prallhang/Flussbett/Bachprofil | wertvoll           | FFH-Gebiet                    |                                 |
| Riß-Schotter WSW von Ringenberg                             |                | 776A003   | Maierhöfen Position            | Rhein-Jungmoränenregion | Auf einer Höhe von 810 m liegen hier verfestigte Konglomerate (Nagelfluh), die aufgrund der geologischen Position und mit ihrer Porosität nicht in die Molasse gehören können. Es handelt sich um ehemalige Schmelzwasserschotter. Da würmzeitliche Schotter (noch) nicht zu Nagelfluh verfestigt sind, muss es sich um Schotter einer älteren Eiszeit handeln. Die Schmelzwasserschotter waren Talfüllung. Das zeigt, wie viel höher als heute die Landoberfläche vorwürmzeitlich gelegen haben muss. Der alte Abbau ist renaturiert. Die Abbauwände blieben erhalten. | 1500 50 × 30             | Typ: Gesteinsart Art: Konglomerat                                                                                 | Kiesgrube/Sandgrube            | bedeutend          | kein Schutzgebiet             |                                 |
| Moränensedimente im Bösenreutiner Tobel NE von Lindau       |                | 776A004   | Sigmarszell Position           | Rhein-Jungmoränenregion | Der Bösenreutiner Tobel ist sowohl von Süden durch das Werksgelände Dornier als auch über Wanderwege und Pfade von Bösenreutin und Tobel aus erreichbar. Besonders in seinem nördlichen, unverbauten Teil ist er landschaftlich reizvoll. Der Tobel ist in Moränensedimente und Schmelzwasserschotter eingetieft, die aber als Lockergesteine am Weg schlecht aufgeschlossen oder in den steileren Seitengräben schlecht erreichbar sind. Unter einer Gittertreppe nahe der Brücke westlich von Tobel ist im steilen Bachbett eines Seitengrabens Riß-Moräne angeschnitten. In Schluffe sind schlecht sortierte Kiese und Gerölle eingebettet und sandige Lagen eingeschaltet. Darüber liegt eine Bank von verfestigten Schmelzwasserschottern (Nagelfluh), die eine kleine Wasserfallstufe bildet.                                               | 90000 1500 × 60          | Typ: Gesteinsart, Schlucht Art: Schluff, Schotter, Sand                                                           | Prallhang/Flussbett/Bachprofil | bedeutend          | kein Schutzgebiet             |                                 |
| Austernnagelfluh an der B 308 zwischen Weiler und Oberreute |                | 776A005   | Weiler-Simmerberg Position     | Rhein-Jungmoränenregion | Vom Parkplatz in Fahrtrichtung Weiler an der B 308 nordwestlich Oberreute können 80 m hangaufwärts zwei kleine und etwas überwachsene Abbaugruben erreicht werden. Die an wenigen Stellen anstehende und angewitterte Nagelfluh der Oberen Meeresmolasse zeigt reichlich Reste von Austernschalen. Die Bank von Austernnagelfluh zieht auf der Anhöhe vor zur B 308. Dort nicht begehen, um den Straßenverkehr nicht durch Steinschlag zu gefährden! | 1500 100 × 15            | Typ: Gesteinsart, Steinbruch/Grube Art: Konglomerat                                                               | Steinbruch                     | bedeutend          | kein Schutzgebiet             |                                 |
| Altpleistozäne Nagelfluh 400 m SSE Schweineburg             |                | 776A006   | Gestratz Position              | Rhein-Jungmoränenregion | In einem ehemaligen Steinbruch stehen zur Nagelfluh verfestigte Schotter an. Sie liegen in einer Höhe von 845 m ü. NN und sind vermutlich günzzeitlich. Die Schotter der Schweineburg werden als Relikte der früheren Deckenschotter-Landschaft angesehen. Es wird angenommen, dass sie fluviatil in Tälern am Gebirgsrand abgelagert wurden. In die alte Deckenschotterlandschaft wurde nachfolgend durch subglaziale Schmelzwässer ein neues, übertiefes Relief eingeschnitten. Die Günz-Deckenschotter des östlichen Rheingletschergebietes werden aus den Helvetischen Decken als Einzugsgebiet abgeleitet (Beginn der Erosion des Rheintals bis etwa Sargans) und sollten kristallinarm sein und viele gelbe Kalke enthalten. | 450 30 × 15              | Typ: Gesteinsart, Schichtfolge Art: Konglomerat                                                                   | Steinbruch                     | wertvoll           | kein Schutzgebiet             |                                 |
| Ehemalige Heil- und Badequelle von Bad Siebers              |                | 776G002   | Weiler-Simmerberg Position     | Rhein-Jungmoränenregion | Die Quelle von Bad Siebers liegt im Talgrund der Rothach und hat eine lange Geschichte. Als Heil- und Badequelle wurde sie bereits im Mittelalter erwähnt. Später wurde nach einer Urkunde aus dem Jahre 1628 – und auf einer Zeichnung von Gabriel Bucelin aus dem Jahre 1637 zu sehen – das Badegebäude neu erbaut, die Quelle neu gefasst und ein Gasthaus errichtet. Im 18. und 19. Jahrhundert kam das Bad in Vergessenheit. Im 20. Jahrhundert begann für die Quelle eine neue Geschichte: Ihr Wasser wurde zu Trinkzwecken in Flaschen abgefüllt. Das Quellwasser stieg unter Talfüllung an einer Verwerfung in Sandsteinen der Oberen Meeresmolasse auf. Die Quelle wurde wohl nachgebohrt. Das alte Brunnenhaus ist als Museum hergerichtet. Heute wird aus einem neu gebohrten Brunnen Mineralwasser gefördert und in Weiler abgefüllt. | 16 4 × 4                 | Typ: Bohrung, Mineralquelle Art: Sandstein                                                                        | kein Aufschluss                | wertvoll           | kein Schutzgebiet             |                                 |
| Molasseprofil Eistobel ENE von Grünenbach                   | weitere Bilder | 776R001   | Maierhöfen Position            | Rhein-Jungmoränenregion | Im epigenetischen Durchbruchstal der Oberen Argen ist das vollständige Profil von der Unteren Süßwassermolasse über Obere Meeresmolasse bis zur Oberen Süßwassermolasse aufgeschlossen. Das Einfallen der Schichten nimmt von N nach S zu (aufgeschleppter Südrand der Vorlandmolasse). An Konglomeratbänken, die quer zum Fluss verlaufen, haben sich zahlreiche Wasserfallstufen und Kaskaden gebildet. An den Prallhängen sind auch Mergel sehr gut aufgeschlossen. | 240000 2000 × 120        | Typ: Schlucht, Standard-/Referenzprofil, Falte/Mulde/Sattel, Kolk, Wasserfall Art: Konglomerat, Sandstein, Mergel | Prallhang/Flussbett/Bachprofil | besonders wertvoll | Naturschutzgebiet, FFH-Gebiet | Bayerns schönste Geotope Nr. 48 |
| Findling E von Lindenberg                                   | weitere Bilder | 776R002   | Lindenberg im Allgäu Position  | Rhein-Jungmoränenregion | Heute ist nur ein kleiner Teil des Findlings erhalten, da dieser ehemals als Steinbruch verwendet wurde. Sein Gesamtvolumen wird auf 3000–4000 Kubikmeter geschätzt. Damit handelt es sich um den größten, durch Ferngletscher transportierten, Findling im nördlichen Alpenvorland. Er stammt vermutlich von den Drei Schwestern bei Vaduz aus einer Höhe von ca. 1500 bis 2000 m. Er wurde vermutlich vor ca. 20.000 Jahren auf der Rotach-Eiszunge des Rheingletschers transportiert. | 1500 50 × 30             | Typ: Findling, Steinbruch/Grube Art: Kalkstein                                                                    | Block                          | besonders wertvoll | Naturdenkmal                  |                                 |
| Toteisloch NW von Vogelsang                                 |                | 776R003   | Röthenbach (Allgäu) Position   | Rhein-Jungmoränenregion | Zur Entstehung des Toteislochs: randlich von der Rotach-Gletscherzunge gelöste Eisblöcke wurden mit Schotter und Moränenmaterial überdeckt. Durch das Tieftauen kam es zum Absacken der Deckschichten und es entstand die steilrandige Hohlform. | 9600 120 × 80            | Typ: Toteisloch Art: Moräne                                                                                       | kein Aufschluss                | bedeutend          | kein Schutzgebiet             |                                 |
| Wallmoräne bei Buflingsried                                 | weitere Bilder | 776R004   | Scheidegg Position             | Rhein-Jungmoränenregion | Der Doppelmoränenwall des Rheingletschers wurde im Spät-Hochglazial (Rückzugsstadium) hier abgelagert. | 150000 600 × 250         | Typ: End-(Wall-)Moräne Art: Moräne                                                                                | kein Aufschluss                | bedeutend          | kein Schutzgebiet             |                                 |
| Gletschertopf NE von Scheffau                               | weitere Bilder | 776R005   | Scheidegg Position             | Rhein-Jungmoränenregion | Schuttbeladene Schmelzwässer, die in Gletscherspalten bis auf den Grund stürzten, schliffen durch rotierende Steine diese 1,4 m breite und 2,5 m tiefe Röhre in den Untergrund. | 4 2 × 2                  | Typ: Gletschermühle, Kolk Art: Konglomerat                                                                        | sonstiger Aufschluss           | wertvoll           | kein Schutzgebiet             |                                 |
| Findling in Lindau/Hochbuch                                 |                | 776R006   | Lindau, Preisingerweg Position | Rhein-Jungmoränenregion | Der kantige Gneisfindling wurde durch den Rheingletscher im Spätglazial hier abgelagert. | 15 5 × 3                 | Typ: Findling Art: Gneis                                                                                          | Block                          | bedeutend          | Naturdenkmal                  |                                 |
| Scheidegger Wasserfälle NW von Scheidegg                    | weitere Bilder | 776R007   | Scheidegg Position             | Rhein-Jungmoränenregion | Drei große Fälle (max. 22 m hoch) stürzen hier über Schichtstufen aus grobem Konglomerat der Oberen Süßwassermolasse. In festeren Mergel- und Sandsteinschichten kommt es zur Bildung von Kolken und Strudellöchern. | 500 50 × 10              | Typ: Wasserfall, Schichtfolge Art: Konglomerat, Sandstein, Mergelstein                                            | Prallhang/Flussbett/Bachprofil | wertvoll           | Naturschutzgebiet, FFH-Gebiet | Bayerns schönste Geotope Nr. 24 |
| Kesselbachtobel S von Scheffau                              |                | 776R008   | Scheidegg Position             | Rhein-Jungmoränenregion | Der Kesselbachtobel erschließt ein umfangreiches Molasseprofil im Bereich der aufgerichteten Molasse (Untere Süßwassermolasse, Obere Meeresmolasse und Obere Süßwassermolasse). Das steilwandige Kerbtal besitzt schluchtartige Abschnitte, kleine Wasserfälle stürzen über die Schichtstufen. | 150000 2500 × 60         | Typ: Schlucht, Schichtfolge, Tierische Fossilien Art: Sandstein, Konglomerat, Mergelstein                         | Prallhang/Flussbett/Bachprofil | wertvoll           | kein Schutzgebiet             |                                 |
| Enschenstein SW von Untertrogen                             |                | 776R009   | Weiler-Simmerberg Position     | Rhein-Jungmoränenregion | Die aufgeschlossenen Konglomerate sind durch das Vorkommen von Austern in die Obere Meeresmolasse einzuordnen. Die talwärts einfallende Konglomeratbank bildet eine Schichtstufe, unterhalb der große Bergsturzblöcke lagern. | 1200 400 × 3             | Typ: Schichtstufe, Felswand/-hang, Felssturz, Gesteinsart, Tierische Fossilien Art: Konglomerat, Mergelstein      | Hanganriss/Felswand            | wertvoll           | gesetzlich geschütztes Biotop |                                 |
| Drumlinfeld SW von Oberreitnau                              |                | 776R010   | Lindau Position                | Rhein-Jungmoränenregion | Im Norden von Lindau liegt ein mehrere Quadratkilometer großes Drumlinfeld, das der Rheingletscher nördlich des Bodensees formte. Vor allem um Ober- und Unterreitnau finden sich zahlreiche landschaftlich besonders markante Drumlins. | 100000000 10000 × 10000  | Typ: Drumlin-/G.moränenfeld Art: Moräne                                                                           | kein Aufschluss                | wertvoll           | kein Schutzgebiet             |                                 |
| Hausbachklamm S von Weiler                                  |                | 776R012   | Weiler-Simmerberg Position     | Rhein-Jungmoränenregion | Die Hausbachklamm ist von Weiler aus oder vom Parkplatz an der Alpenstraße im steilen Abstieg zu erreichen. Grüngraue Sandsteine und Konglomerate der Oberen Meeresmolasse (OMM) bilden die Klammwände und Stufen im Bett des Tobelbachs. Stellenweise sind Kolke ausgeschliffen. Der westliche Tobelhang ist durch umfangreiche Hangrutschungen mit kleineren Felsstürzen charakterisiert. Unterschneidungen des Hangfußes durch den Hausbach führen auch heute noch zu aktiven Kriech- und Rutschbewegungen mit Stauchwülsten in den Hängen. Die Rutschungen liefern wiederum Geschiebe in den Hausbach. Durch Schräg- und Säbelwuchs zeigen sich die Hangbewegungen am Baumbestand. Die Rutschungen sind als Georisiken im GeoFachdatenAtlas Bayern kartiert.                                                                                  | 200000 1000 × 200        | Typ: Klamm, Schichtfolge Art: Sandstein, Konglomerat                                                              | Prallhang/Flussbett/Bachprofil | wertvoll           | kein Schutzgebiet             |                                 |